# Felice Bianchi Anderloni
Pour les articles homonymes, voir Bianchi et Anderloni.
Felice Bianchi Anderloni est un pilote automobile et chef d'entreprise italien, né à Rome le 28 avril 1882 et décédé le 3 juin 1948 à Milan. 

## Biographie
Juriste de formation, Felice Bianchi Anderloni fonda en 1926 la société Carrozzeria Touring, qui allait devenir une référence de la carrosserie italienne pendant quarante ans.
« Le poids est l'ennemi et la résistance de l'air, l'obstacle. »